# モーリッツ・フォン・オズワルド
モーリッツ・フォン・オズワルド（Moritz von Oswald、1962年 - ）は、ハンブルク出身でベルリンを拠点とするドイツの音楽プロデューサー、パーカッションニスト。プロデューサー・デュオにしてレコード・レーベルでもある「ベーシック・チャンネル（Basic Channel）」の共同設立者でもある。ホアン・アトキンス、カール・クレイグ、ニルス・ペッター・モルヴェルらとコラボレーションしてきた。また、ヴラディスラヴ・ディレイ、トニー・アレン、ローレル・ヘイローといったミュージシャンを擁するモーリッツ・フォン・オズワルド・トリオも率いている。「The Stranger」紙は、彼を「ダブ・テクノの巨匠の一人」と評した。

## 生い立ち
モーリッツ・フォン・オズワルドは1962年、ドイツのハンブルクに生まれた。ビスマルク家の一員であり、オットー・フォン・ビスマルクの玄孫にあたる。両親はビスマルク＝シェーンハウゼン伯爵夫人マリー・アンとハンブルクの商人エグベルト・フォン・オズワルド。ハンブルク音楽演劇大学でオーケストラ・パーカッションを学んだ。

## 略歴
1980年代、モーリッツ・フォン・オズワルドはドイツのニュー・ウェイヴ・バンド、パレ・シャンブルグのパーカッショニストとして活動した。その後、ベルリンに移り、エレクトロニック・ミュージックの制作を始めた。ベルリンのレコード・レーベル、トレゾアの専属プロデューサーとしても活躍。1990年代初頭には、パレ・シャンブルグのメンバーであるトーマス・フェルマンと共同で、2MBおよび3MBというプロジェクト名義で作品をリリースした。
1993年、マーク・エルネストゥスと共にレコード・レーベル「ベーシック・チャンネル」を設立。このデュオでは、「Basic Channel」や「Rhythm & Sound」など、様々な名義で作品をリリースしている。
マックス・ローダーバウアー、ヴラディスラヴ・ディレイと共にモーリッツ・フォン・オズワルド・トリオを結成。2009年には『ヴァーティカル・アセント』をリリース。その後、『Live in New York』（2010年）、『ホリゾンタル・ストラクチャーズ』（2011年）、『フェッチ』（2012年）をリリースした。後に、ヴラディスラヴ・ディレイがトニー・アレンに交代。2015年には『サウンディング・ラインズ』をリリースした。
また、ホアン・アトキンスと共にデュオ「ボーダーランド（Borderland）」のメンバーとしても活動。2013年に『ボーダーランド』、2016年に『Transport』をリリースしている。

## ディスコグラフィ

### スタジオ・アルバム
- 3MB Featuring Magic Juan Atkins (1992年) ※3MB Featuring Magic Juan Atkins名義 with トーマス・フェルマン、ホアン・アトキンス
- 3MB Featuring Eddie Flashin Fowlkes (1992年) ※3MB Featuring Eddie Flashin Fowlkes名義 with トーマス・フェルマン、エディ・フォークス
- Technosoul (1993年) ※3MB Featuring Eddie Flashin Fowlkes名義 with トーマス・フェルマン、エディ・フォークス
- 『リ・コンポーズド』 - Recomposed (2008年) ※with カール・クレイグ
- 『ヴァーティカル・アセント』 - Vertical Ascent (2009年) ※モーリッツ・フォン・オズワルド・トリオ名義 with マックス・ローダーバウアー、ヴラディスラヴ・ディレイ
- 『ホリゾンタル・ストラクチャーズ』 - Horizontal Structures (2011年) ※モーリッツ・フォン・オズワルド・トリオ名義 with マックス・ローダーバウアー、ヴラディスラヴ・ディレイ
- 『フェッチ』 - Fetch (2012年) ※モーリッツ・フォン・オズワルド・トリオ名義 with マックス・ローダーバウアー、ヴラディスラヴ・ディレイ
- 『ボーダーランド』 - Borderland (2013年) ※ボーダーランド名義 with ホアン・アトキンス
- 1/1 (2013年) ※with ニルス・ペッター・モルヴェル
- 『サウンディング・ラインズ』 - Sounding Lines (2015年) ※モーリッツ・フォン・オズワルド・トリオ名義 with マックス・ローダーバウアー、トニー・アレン
- Transport (2016年) ※ボーダーランド名義 with ホアン・アトキンス
- Moritz von Oswald & Ordo Sakhna (2017年) ※with オルド・サフナ
- 『シレンシオ』 - Silencio (2023年)

### ライブ・アルバム
- Live in New York (2010年) ※モーリッツ・フォン・オズワルド・トリオ名義 with マックス・ローダーバウアー、ヴラディスラヴ・ディレイ